# 10 Armia (III Rzesza)
10 Armia (niem. 10. Armee)  – niemiecki związek operacyjny, uczestniczył w agresji na Polskę.
10 Armia sformowana została w 1939 roku w Lipsku, z dowództwa 4 Grupy Armii. W 1939 roku brała udział w agresji na Polskę, a w jej skład wchodził m.in. XVI KA z 1 Dywizją Pancerną wyposażoną w 308 czołgów i 38 samochodów pancernych. Liczyła 13 dywizji, które od strony Śląska atakowały oddziały Armii Kraków. Po pokonaniu armii polskiej okupowała część Lubelszczyzny z miastem Lublin.
Na początku 1940 roku przemianowana na 6 Armię.

## Dowództwo armii
Dowódca:
- gen. artylerii Walter von Reichenau (od sformowania do przemianowania)

Szef sztabu:
- gen. mjr Friedrich Paulus (w czasie ataku na Polskę[5])

## Struktura organizacyjna
Skład w czasie agresji na Polskę:
- IV Korpus Armijny
- XI Korpus Armijny
- XIV Korpus Armijny (zmotoryzowany)
- XV Korpus Armijny (zmotoryzowany)
- XVI Korpus Armijny